# Dichaeturidae
Dichaeturidae zijn een familie van de buikharigen. 

## Taxonomie
De volgende taxa zijn bij de familie ingedeeld:
- Geslacht Dichaetura Lauterborn, 1913

### Synoniem
- Chaetura Metschnikoff, 1865 => Dichaetura Lauterborn, 1913